# Großer Stierberg
Der Große Stierberg ist eine 675 m ü. A. hohe Erhebung im Hauptkamm des Hausruck-und-Kobernaußerwald-Zuges zwischen Innviertel und Traunviertel in Oberösterreich. Im Profil des Kammes zeichnet er sich kaum ab.

## Lage und Landschaft
Der Berg liegt im östlichen Zentrum des Kobernaußerwaldes, oberhalb von Friedburg und Munderfing. Er gehört zum südwestlichen Kamm des Kobernaußerwald, der sich nach Friedburg zum Mattigtal hinunterzieht. Stierberg nennt man etwa den ganzen über einen Kilometer langen, nicht profilierten Rücken von der Kote 671 m ü. A. im Norden bis zum Marterl St. Wolfgang 680 m ü. A. südwestlich, das eigentlich die höchste Erhebung darstellt. Der Kleine Stierberg ist die dort südlich benachbarte Kuppe.
Östlich liegt das Weißbachtal bei Schneegattern, von dem Siegerertal – Stierbergtal heraufführen, südlich das Erknertal und Mehrental bei Ober- und Mittererb, und östlich das Teufeltal bei Munderfing-Bradirn. Sämtliche diese Bäche entwässern zum Schwemmbach (zur Mattig und zum Inn).

## Geschichte und Erschließung
Über den Berg verläuft der Friedburger Steig, ein alter Höhenweg von Friedburg im Süden nach St. Johann am Walde im Norden. Er führt von Friedburg über das Seelentaferl zum Weißenstein (683 m ü. A.) – St. Wolfgang – Frauschereck, also von den ehemals erzstift-salzburgischen Grenzgebieten im Mattigtal in das zentrale Innviertel, einst das bayrische Innbaiern.
Der Berg ist von ziemlich jedem Ort zwischen Munderfing und Schneegattern über Forstwege oder mehr oder minder gute Steige erreichbar, durch die Täler ebenso wie entlang der Rücken. Ein Weg führt beispielsweise vom Naturfreundehaus Schneegattern herauf. 
Vom Hausruck-Kobernaußerwald-Weitwanderweg (HKWW/10HK Haag – Mattighofen, Teil des Rupertiweg/E10) erreicht man den Berg über den Friedburger Steig, der dort abzweigt, wo sich – von Osten kommend – der Hauptkamm teilt, und der nordwestliche Kamm und der HKWW Richtung Helpfau-Uttendorf laufen, das ist etwa 3 Kilometer nordöstlich des Stierbergs.